# Chanfainita
La chanfainita és un guisat peruà preparat a força de bofe i patata. És un plat derivat de la chanfaina espanyola.

## Història i descripció
La chanfainita és un plat derivat de la chanfaina hispana amb influències africanes, que es prepara amb bofe (pulmó) de cap de bestiar o de xai deixant de costat les altres vísceres (posat que durant el Virregnat del Perú els esclaus africans van separar el cor pels anticuchos, l'estómac per la pancita i el rachi, les potes per a les patitas con maní, la sang per la sangrecita fregida, etc.), per la qual cosa de la chanfaina espanyola només va quedar el color vermellós (el qual ja no provenia de la guindilla sinó de la llavor del achiote o del ají sec), a més del bofe, després es van agregar les papes andines i per acompanyar-ho amb malnom bullit.

## Variants

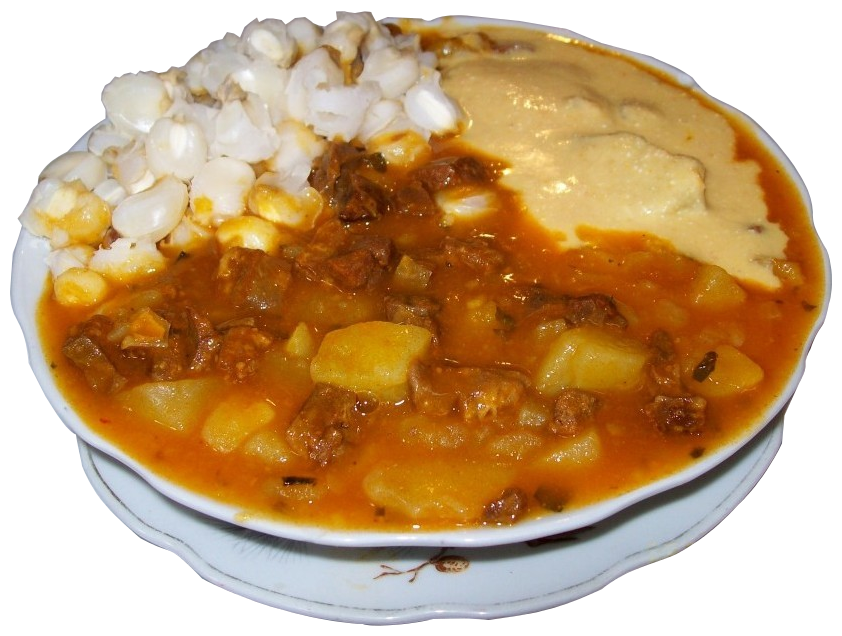
Chanfainita i mote amb salsa huancaína

La chanfainita peruà té les seves pròpies variants d'acord amb la regió on es prepara tant en ingredients com en presentació del plat, per exemple a Lima se sol acompanyar amb papa a la huancaína, tallarines rojos i fins a de cebiche de peix.